# Monte Erice

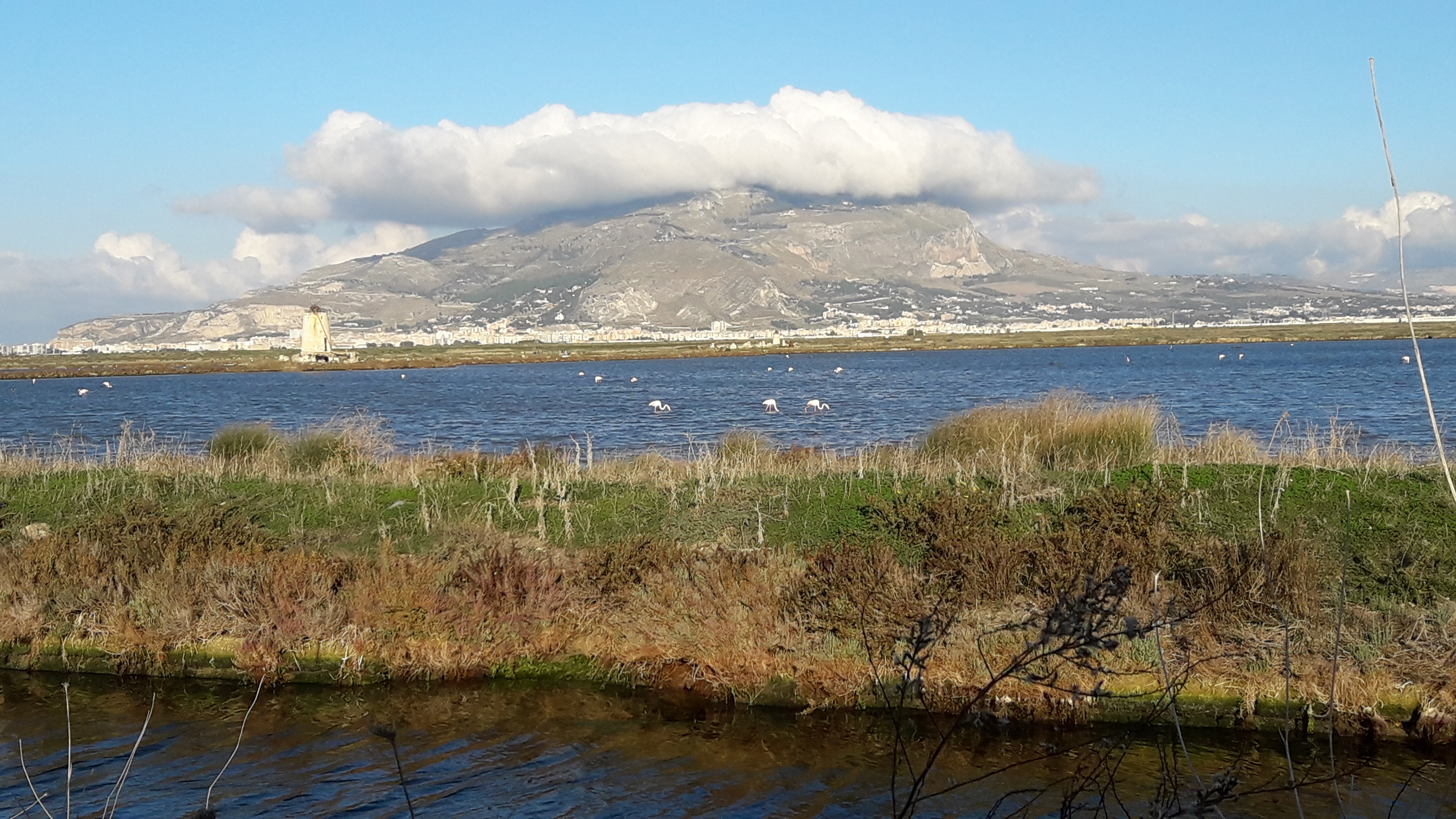
Monte Erice von Süden

Der Monte Erice ist ein 840 m (m s.l.m.) hoher Berg im Freien Gemeindekonsortium Trapani auf Sizilien, Italien, der Teil der Monti di Trapani ist. Auf seiner Kuppe liegt Erice. Sein Name kommt aus der Zeit der griechischen Besiedlung der Westspitze Sizilien. Die Griechen nannten ihn nach dem Sohn Aphrodites,  Eryx (Έρυξ). Vom Stadtzentrum Trapani führt im Sommerhalbjahr die Seilbahn Trapani hoch auf das Bergplateau.

## Geografie

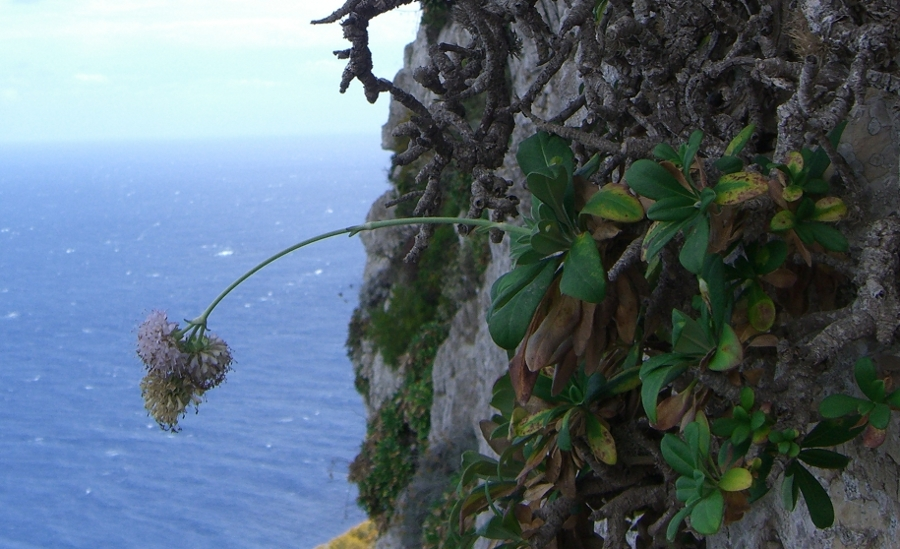
Pseudoscabiosa limonifolia

Der Berg nimmt bereits im Stadtgebiet von Trapani Raum, umfasst eine Fläche von ca. 18,3 km² und ist eine vom Meer weithin sichtbare Landmarke. Während die Hangneigung zum Meer hin gemäßigt auftritt, fällt der Hang zum Inland hin meist steil ab; eine Zuwegung ist nicht möglich. Dies ist auch der Grund, warum die Stadtmauer von Erice nur auf der seeseitigen Stadtbegrenzung angelegt wurde und nicht nur, weil die abzuwehrenden Feinde eher von dort zu erwarten waren.
Der Berg ist überwiegend mit zwergwüchsiger Aleppo-Kiefer, Flaum- und Steineiche bewachsen sowie zahlreicher mediterraner Macchie-typischen Pflanzenwelt wie Ginster und Wahrer Bärenklau. An den Nordhängen wächst zwischen den Felsspalten der zur Familie der Kardengewächse gehörende Pseudoscabiosa limonifolia (italienisch vedovina trapanese, „Trapanesische Witwenblume“).
Der Monte Erice ist Quellort des Lenzibaches, der zusammen mit dem Baiata ein Einzugsgebiet von 129 km² umfasst. Zwischen Quelle und Mündung ins Mittelmeer liegen 761,5 Höhenmeter und 18 Kilometer Länge. Er entspringt in der Gemeinde Erice und fließt dann durch Valderice, Paceco und Trapani.

## Sport
Seit 1954 findet jeden Herbst mit dem Cronoscalata Monte Erice ein Autorennen auf dem Berg statt. Mit nur wenigen Unterbrechungen konnte 2007 der 50. Lauf durchgeführt werden. Er geht in die Wertung zur Italienischen Berggeschwindigkeitsmeisterschaft (Campionato Italiano Velocità Montagna CIVM) ein. Bei einer durchschnittlichen Steigung von 6,8 % und einer Streckenlänge von 5730 Metern werden knapp 400 Höhenmeter überwunden. Der Streckenverlauf geht von Valderice nach Erice.